# Opisthocentra
Opisthocentra é um género botânico pertencente à família Melastomataceae.